# Фред Гойл
Фред Гойл (англ. Fred Hoyle; 24 червня 1915, Бінглі — 20 серпня 2001) — англійський космолог, астрофізик та письменник-фантаст.

## Життєпис
Народився в Бінглі у Йоркширі, що в Англії. Навчався в Кембриджському університеті, який закінчив 1936 року, а 1958 року став почесним професором астрономії цього вишу. Найвизначнішим науковим досягненням Гойла стало пояснення того, як у надрах зірок утворюються легкі хімічні елементи, важчі гелію.
Наприкінці 1930-х років спільно з Реєм Літтлтоном працював над теорією еволюції зір. Під час Другої світової війни працював у Британському Адміралтействі над створенням проти-радарних систем. Викладав астрономію в Кембриджі, Каліфорнійському технологічному інституті і Корнеллі, працював у Паломарській обсерваторії та обсерваторії Маунт-Вілсон.
Разом з Мартіном Шварцшильдом розробив теорію еволюції «червоних гігантів». Теоретично передбачив згодом експериментально підтверджене явище ядерного резонансу в вуглеці-12. 1948 року разом з Германом Бонді та Томасом Голдом розробив стаціонарну модель Всесвіту, яка постулює незалежність процесів появи матерії й розширення Всесвіту. Вважається, що саме Гойл вперше вжив термін «Великий Вибух». Він також був переконаним прихильником теорії «панспермії».
Був президентом Королівського астрономічного товариства. Протягом 1967—1973 років очолював заснований ним інститут теоретичної астрономії
За внесок до науки 1972 року був зведений у лицарське звання. Він також був лауреатом премії Калінгі від ЮНЕСКО за популяризацію науки (1968), Золотої медалі Лондонського королівського астрономічного товариства (1968), медалі Кетрін Брюс Тихоокеанського астрономічного товариства (1970), Королівської медалі Лондонського королівського товариства (1974), премія Клюмпке-Робертс (1977), премії Крафорда Шведської академії наук «за піонерський внесок у дослідження зоряної еволюції і ядерних процесів у зорях» (1997).
Крім більш ніж двадцяти наукових і науково-популярних книг, написав також близько 20 науково-фантастичних книг — «Чорна хмара» («The Black Cloud», 1957), «Подорож Оссіана» («Ossian's Ride», 1958), «Перше жовтня запізнююється» («October the First Is Too Late», 1966), «Комета Галлея» («Comet Halley», 1985). 1962 року видано написану ним спільно з Джоном Еліотом новелізацію телесеріалу «A for Andromeda». Декілька романів — «П'ята планета» («Fifth Planet», 1963), «Сім кроків до Сонця» («Seven Steps to the Sun», 1970), «До глибин космосу» («Into Deepest Space», 1974) та інші — написано ним у співавторстві з сином Джеффрі Гойлом. 1967 року видано друком збірку «Елемент 79» («Element 79»).
Сер Фред Гойл помер 20 серпня 2001 року на 87-му році життя в Борнмуті, графство Дорсет.
На його честь названо астероїд 8077 Гойл.